# Mull of Kintyre (canción)
"Mull of Kintyre" es una canción escrita por Paul McCartney y Denny Laine e interpretada por el grupo Wings. La canción fue escrita en honor a la pintoresca península de Kintyre, Escocia, donde McCartney compró High Park, una casa de campo y el promontorio o Mull of Kintyre.
La canción fue un éxito en Reino Unido a finales de 1977, al convertirse en el éxito de la temporada navideña de dicho año, y en ser el primer sencillo en ese país en vender dos millones de copias.